# 船員の送還に関する条約
船員の送還に関する条約（せんいんのそうかんにかんするじょうやく、英語: Convention concerning the Repatriation of Seafarers (Revised)）は、国際労働機関の条約。1987年10月9日に採択、1991年7月3日に発効した。1926年の海員の送還に関する条約を改正したものであり、2006年の海上労働条約で改正されている。
2018年4月時点で14か国が批准しており、うち9か国が海上労働条約を批准したことで自動的に脱退している。